# مقدمة لنهائيات الجدال
مقدمة لنهايات جدال ( انتفاضة..الحديث عن النفس..الحديث عن الآخرين) هو فيلم وثائقي تسجيلي تجريبي مدته 45 دقيقة وهو فيديو ملون، أُنتج عام 1990 في الولايات المتحدة الأمريكية، من سيناريو جايس سلّوم وإيليا سليمان. وأنتج الفيلم من مجموعة لقطات مختارة من الأفلام الأمريكية والصهيونية والأوروبية، والأخبار الغربية، والوثائقيات، ودمجها مع اللقطات المباشرة الحيّة من الضفة الغربية وقطاع غزة لتعقّب صورة العربي في الإعلام الغربي، بهدف نقد تقديم الفلسطينيين خاصة، والعرب والشرق الأوسط عامة بصورة مشوّهة في الإعلام الغربي المتحيّز منذ قرن من الزمن. ويستخدم الفيلم أسلوب الأفلام الدعاية القصيرة المكثفة كالطعنات السريعة المتلاحقة التي تنفجر مباشرة في الدماغ.

## أحداث الفيلم
يمزج الفيلم بين لقطات من النشرات الإخبارية، والأفلام الروائية، والأفلام الوثائقية بشكل حر ما بين فصول الفيلم كالانتفاضة، والحديث عن النفس، والغياب، وبذلك يكشف صور الاستشراق للعرب المقدمة في تاريخ السينما، كما أيضاُ يعرض الجدل حول الروايات التي تقدمها وسائل الإعلام عند مناقشة الروايات حول الشرق الأوسط وخاصة الروايات المتعلقة بالفلسطينيين.

## الجوائز
حصل الفيلم على 3 جوائز عام 1990:
- جائزة أفضل فيلم تسجيلي تجريبي في مهرجان أتلانتا الخامس عشر.

- جائزة الاستحقاق في مهرجان لويزفيل.

- جائزة في المهرجان الدولي للفيديو والتلفزيون في مونبلييه في فرنسا.